# Por lo alto
Por lo alto es el segundo trabajo del Binomio de Oro, grabado en 1977 con Codiscos y publicado el 15 de julio de 1977. Logró varios éxitos en Colombia, Venezuela, Estados Unidos, México, España y Centroamérica. Las canciones fueron interpretadas por Rafael Orozco y el acordeón de Israel Romero. El disco fue producido por Rafael Mejía con los arreglos musicales de Gabriel Alzate.  se destacan éxitos tales como Sueños de conquista, Lágrimas de sangre, Arrepentimiento, Desdichas de un hombre, Reconozco que te amo, Necesito de ti y Mujeres como tú.

## Canciones
1. Necesito de ti (Tomás Darío Gutiérrez) 3:53
2. Corazón sinvergüenza (Alfonso Cortes Jr.) 4:11
3. Desdichas de un hombre (Sergio Moya Molina) 3:03
4. Sueños de conquista (Rosendo Romero) 3:57
5. Los santos y yo (Héctor Zuleta Díaz) 3:00
6. Reconozco que te amo (Fernando Meneses Romero) 3:48
7. Mujeres como tú (Alberto "Beto" Murgas) 2:48
8. Lágrimas de sangre (Hernando Marín) 4:02
9. Reina de mis quereres (Julio César Oñate) 3:40
10. Arrepentimiento (Fernando Meneses Romero) 3:42

## Filmografía
Algunos temas del álbum Por lo alto fueron parte de la banda sonora de la serie biográfica sobre Rafael Orozco, Rafael Orozco, el ídolo, y fueron interpretados por el actor protagonista y exvocalista del Binomio de Oro, Alejandro Palacio.